# Christen Berg

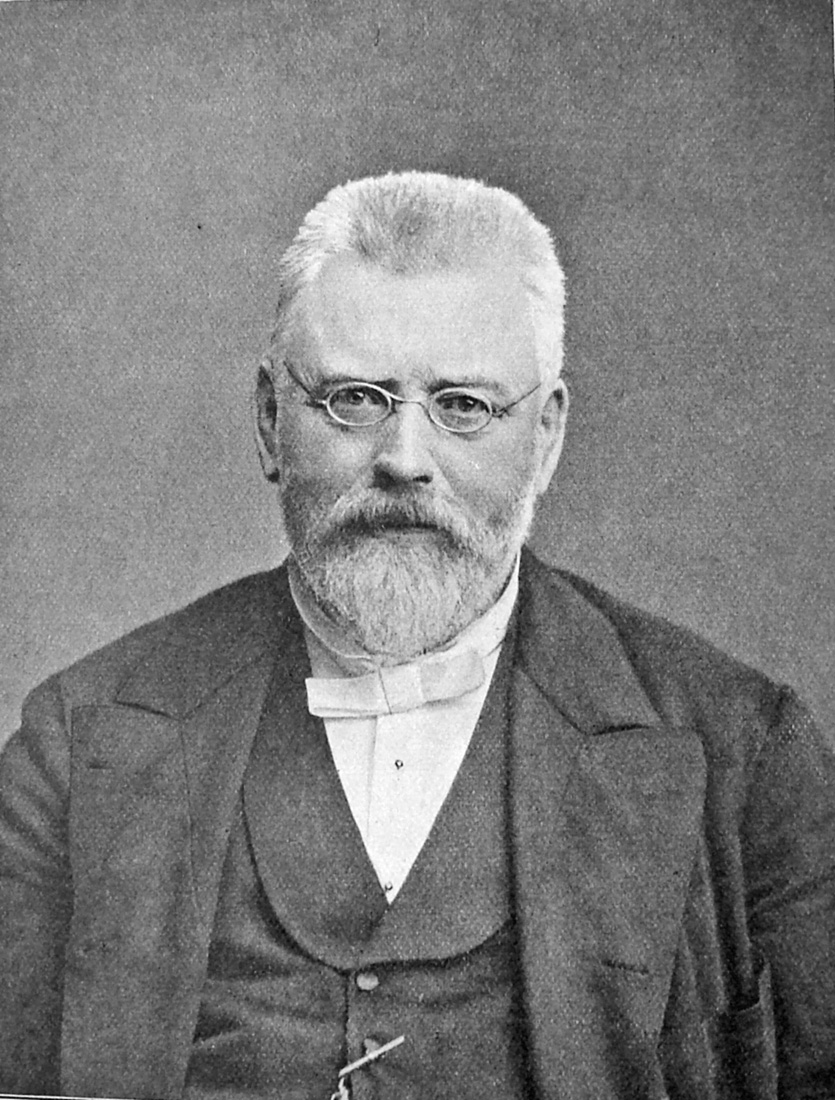
Christen Berg

Christen Berg (* 18. Dezember 1829 in Fjaltring bei Lemvig, Jütland; † 28. November 1891 in Kopenhagen) war ein dänischer liberaler Politiker und Anführer eines Flügels der Venstre-Partei.

## Leben
Berg war Sohn des Hofbesitzers Poul Madsen und hieß nach ihm Chresten Poulsen. Erst während des Studiums nahm er unter Bezug auf den väterlichen Hof Sønder Bjerg den Namen Christen Berg an. Mit seiner Frau, der Verlegerin Maren Bertelsen (1836–1906),  hatte er zehn Kinder, darunter der spätere Innenminister Sigurd Berg und die erste dänische Rechtsanwältin Nanna Kristensen-Randers.
Berg wurde Lehrer und erwarb sich ab 1852 als Pädagoge in Kolding solches Vertrauen, dass er im dortigen Wahlkreis im Januar 1865 in den Reichsrat und von 1866 bis zu seinem Tod zwölfmal ohne Unterbrechung ins dänische Unterhaus Folketing gewählt wurde. Ab 1861 wirkte Berg auf der Insel Bogø, wo er u. a. eine Navigationsschule gründete.

### Politische Karriere
Berg schloss sich zunächst dem Bauernführer J.A. Hansen an. Durch Arbeitskraft, Sachkenntnis und Schlagfertigkeit stieg Berg zum Anführer der radikaleren Gruppierung innerhalb der Liberalen auf. Ab 1878 war Berg in der „Volks-Venstre“ (Det folkelige Venstre) zu finden, die erstmals geschwächt wurde, als Berg 1879 einer Verstärkung der Kopenhagener Seefestung zustimmte. 1884 kam es zum Bruch zwischen den liberalen Parteiführern. Berg gründete Det danske Venstre, ein Zusammenschluss von Volks-Venstre und Moderaten, während seine Kontrahenten Viggo Hørup und Edvard Brandes die Gruppe der Radikalen bildeten. Diese gewannen in den folgenden Wahlen an Einfluss, so dass Bergs konstruktivere Oppositionsarbeit erschwert wurde.
1883 bis 1887 war er Präsident des Folketing. 1886 schlossen sich die verschiedenen Flügel von Venstre unter Bergs Führung wieder zusammen, die internen Meinungsverschiedenheiten setzten sich jedoch fort. Das von Berg 1873 gegründete Kopenhagener Parteiorgan Morgenbladet wurde deshalb in eine Aktiengesellschaft umgewandelt, in deren Vorstand beide Flügel vertreten waren.
Nach Auseinandersetzungen mit der Polizei bei einer politischen Versammlung in Holstebro wurde Berg 1886 verfassungswidrig zu einer sechsmonatigen Gefängnishaft verurteilt. Die öffentlichen Sympathiebekundungen auch angesichts einer äußerst gespannten politischen Gesamtlage waren enorm. Sein Einfluss innerhalb der Parteispitze ging jedoch zurück. Er stand jetzt den eingeleiteten Verhandlungen mit der Regierung ablehnend gegenüber und legte 1887 den Parteivorsitz nieder. Bereits 1890 konnte er wieder etwa die Hälfte der Parlamentsfraktion hinter sich wissen und wurde 1891 Vorsitzender des Haushaltsausschusses.
Zu seinen Ehren wurden Gedenksteine auf Bogø (1897), am Leuchtturm Bovbjerg (1902) und in Kolding (1907) gesetzt.